# Вітенко Євгеній Ігорович
Євге́ній І́горович Віте́нко (нар. 19 лютого 1997) — український футболіст, нападник клубу «Васт».

## Життєпис
Євгеній Вітенко народився 19 лютого 1997 року. У ДЮФЛУ виступав з 2010 по 2012 рік у складі УФК (Дніпропетровськ), в 2013 році — у «Дніпрі» (Дніпроп.), в 2014 році — УФК (Дніпропетровськ).
Дорослу футбольну кар'єру розпочав у 2014 році в аматорському клубі УВД (Дніпропетровськ) з чемпіонату Дніпропетровської області. У 2015 році перейшов до МФК «Миколаєва». Дебютував за корабелів 15 серпня 2015 року в нічийному (1:1) домашньому поєдинку 4-го туру першої ліги чемпіонату України проти ФК «Полтави». Євгеній вийшов на поле на 85-ій хвилині, замінивши Ваге Саркісяна. На даний час у складі «Миколаєва» зіграв 11 матчі в першій лізі чемпіонату України.